# 이나바 마사요시 (1827년)
이나바 마사요시(일본어: 稲葉 正誼 いなば まさよし[*], 분세이 10년 3월 2일 (1827년 3월 28일) ~ 가에이 원년 10월 22일 (1848년 11월 17일))는 야마시로 요도번 11대 번주이자, 마사나리계 이나바가 종가 15대 당주이다.
에치고국 타카다번주 사카키바라 마사노리의 7남이다. 관위는 종5위하 탄고노카미이다. 아명은 에이노신(栄之進)이다.
덴포 12년 (1841년) 9월 27일, 이나바 마사모리의 양자가 되었다. 덴포 13년 6월 18일, 쇼군 도쿠가와 이에요시를 배알한다. 같은 해 7월 20일, 양아버지 마사모리의 은거로 인해, 가독을 이었다. 같은 해 10월 29일, 종5위하 탄고노카미에 취임한다. 가에이 원년 (1848년) 10월 22일, 22살의 나이로 요절하였고, 양후계자인 마사쿠니가 뒤를 이었다.
| 전임 이나바 마사모리 | 제11대 요도번 번주 1842년 - 1848년 | 후임 이나바 마사쿠니 |